# Edward Leonet
Edward José Leonett Jaramillo (Maturín, Venezuela; 1 de febrero de 1983) es un exfutbolista y entrenador venezolano que actualmente dirige al Bolívar Sports Club de la Segunda División de Venezuela.